# Yeh Chiao-Ling
Yeh Chiao-Ling (10 de febrero de 1977) es una deportista taiwanesa que compitió en taekwondo. Ganó una medalla de plata en el Campeonato Asiático de Taekwondo de 2000 en la categoría de –47 kg.

## Palmarés internacional
| Representando a China Taipéi |                   |                  |           |
| Campeonato Asiático          |                   |                  |           |
| Año                          | Lugar             | Medalla          | Categoría |
| 2000                         | Hong Kong (China) | Medalla de plata | –47 kg    |